# 粒度分析
粒度分析、粒度测量或简称粒度是确定固体粉末或液体样品中颗粒的粒度范围和平均粒度的技术程序或实验室技术的统称。
粒度分析是粒子科学的一部分，其测定一般在粒子技术实验室进行。其中粒度分析里的粒度主要是指粒径分布。
粒度测量通常是通过称为粒度分析仪 (PSA) 的设备实现的，这些设备基于不同的技术，传统的方法主要有筛分法、显微镜法（高清晰度图像处理）、布朗运动分析、库尔特电感应法、重力沉降法、離心沉降法等（详见下面其它参考），这些测试方法操作繁琐、测试时间较长、不能在线测量等。
激光粒度仪是目前用途最广泛的一种，其中静态光散射衍射粒度仪它的粒径测量范围广、适用范围广泛、重现性好、测量速度快、操作方便且可实现在线测量，一次测量可以得出多种粒度数据，如体积平均粒径、粒度曲线、区间粒度分布和累计粒度分布等。主要利用测量激光通过颗粒时的（瑞利散射和米氏散射）的光能分布，然后反演算推出粒子粒度分布。
粒度分析仪主要是检测粒径分布情况，而粒径在化学、食品、矿业、林业、农业、保健品、制药、能源和运输行业里有重要意义。

## 常用粒度分析方法
传统的颗粒粒度测量方法有筛分法、显微镜法、沉降法、光散射法、电感应法等，近代的方法有激光衍射法、激光散射法、光子相干光谱法、电子显微镜图像分析法、基于颗粒布朗运动的粒度测量法及质谱法等。
目前属于研究级的还有偏光显微镜，这种主要侧重矿物的光学性质（其中晶体形态、大小）；还有金相显微镜鉴别和分析金属内部结构组织的仪器。
首先了解想测试的样品是属于什么类型，对实验方式有什么特殊要求，例如不吸收X射线的物质无法使用X射线沉降法。另外还需要根据测试原理，实验参数，以及颗粒尺寸之间的数学关系等。
| 方法                           | 被测参数       | 大致粒度范围/μm        | 测量依据的性质或者效应                                 | 表达的粒度                      | 直接得到的分布 |
| ------------------------------ | -------------- | ---------------------- | ------------------------------------------------------ | ------------------------------- | -------------- |
| 筛分法（微目筛）               | 长度           | ＞40（5~40）           | 筛孔尺寸、重力                                         | D筛                             | 质量（体积）   |
| 光学显微镜 电子显微镜 全息照相 | 投影面积       | 0.25~250 0.001~5 2~500 | 通常是颗粒投影影像某种尺寸或者某种相当尺寸             | 无                              | 个数           |
| 光散射、消光 X光小角散射       | 等效光散射粒径 | 0.002~2000 0.005~0.1   | 颗粒对光的散射或消光                                   | 同等效应的球直径                | 质量（体积）   |
| 重力沉降 离心沉降              | 表面积         | 2~100 0.01~10          | 沉降效应：沉积量、悬浮液的浓度消光等随时间或位置的变化 | 同沉降速度的球直径，在层流区ds1 | 质量（体积）   |
| 电阻法                         | 体积           | 0.4~800                | 颗粒在小孔电阻传感区引起的电阻变化                     | 体积直径dv，为同效应的球直径    | 个数           |

### 基于激光散射的粒度分析
基于光散射的粒度分析在许多领域都有广泛的应用，一般光散射技术有两个技术路径，一个是激光静态光散射粒度分析分析技术，一个是激光动态光散射粒度分析技术。

#### 动态光散射（DLS）
动态激光散射法DLS方法以分析悬浮粒子在用激光照射时散射光的波动，以确定布朗运动的速度，然后可以使用斯托克斯-爱因斯坦关系获得粒子的流体动力学尺寸。尽管 DLS 是确定许多纳米和生物材料系统尺寸分布的有用方法，但它确实存在一些缺点。例如，DLS 是一种低分辨率方法，不适合测量多分散样品，而大颗粒的存在会影响尺寸精度。出现了其他散射技术，例如纳米粒子跟踪分析(NTA)，它使用图像记录通过散射来跟踪单个粒子的运动。 NTA 还根据扩散系数测量粒子的流体动力学尺寸，但能够克服 DLS 带来的一些限制。

#### 静态光散射/衍射（SLS）
基于静态光散射原理的激光粒度仪是颗粒测量领域应用最广泛的仪器之一。是常用的粒度仪。其中真理光学团队对测量的上限和下限都进行了研究，并将测量范围拓展到0.015μm到3600μm。

##### ACAD反常现象
2016年反演算法中真理光学团队张福根博士研究发现了爱里斑的反常变化(Anomalous Change of Airy Disk，ACAD) ，显示了透明的颗粒在某些特定粒径值会因为其透明的属性，散射角会出现反常现象。

### 基于图像法的粒度分析
颗粒图像处理仪（简称“图象仪”）是现代电子技术、数字图像处理技术和传统显微镜结合的产物。它由光学显微镜、数字图像传感器、计算机和颗粒图像处理软件组成。（图2）

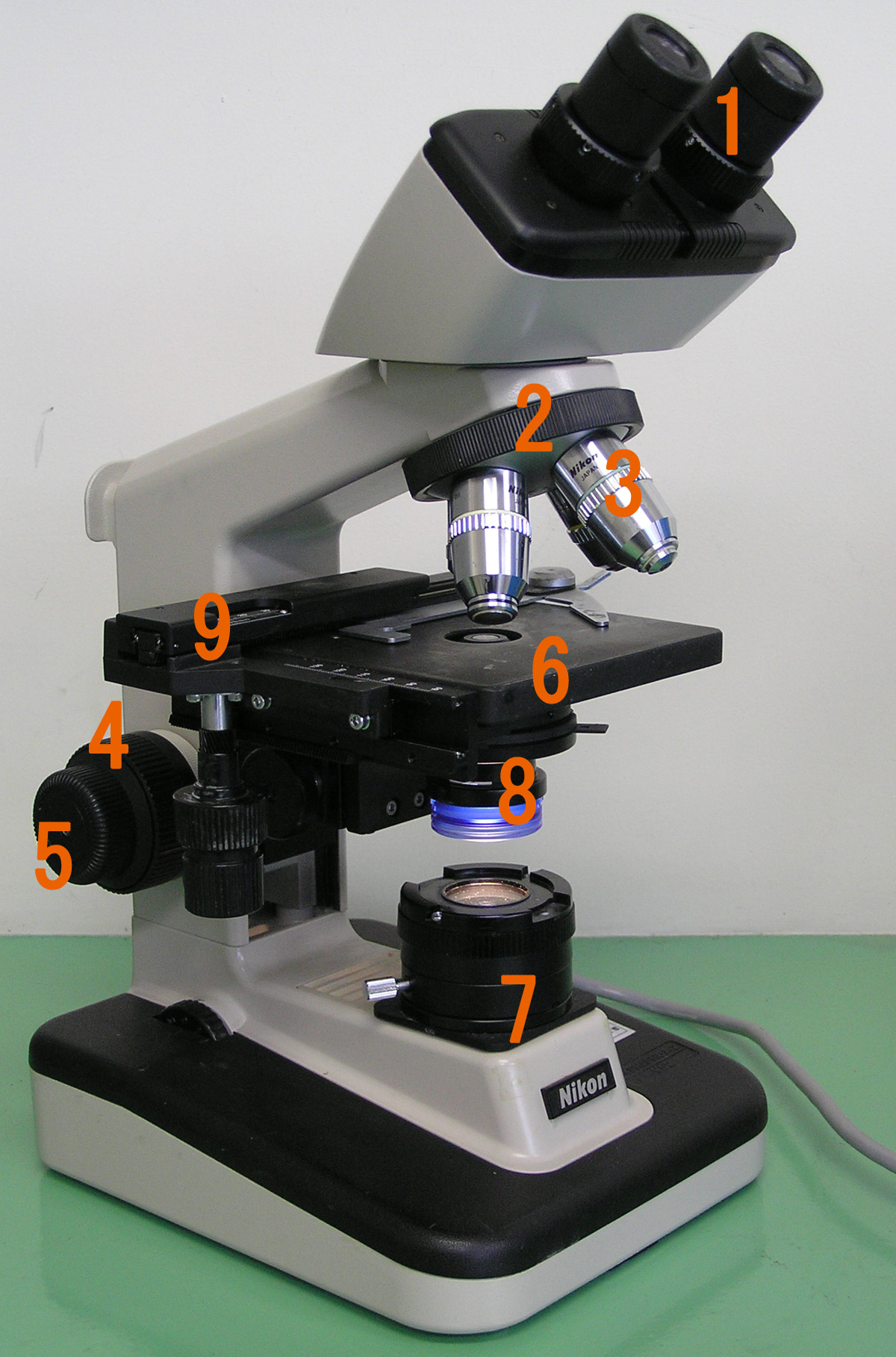
Optical_microscope_nikon_alphaphot

其中软件是重要组成部分。

#### 工作原理
光学显微镜首先把待测颗粒放大，并成像在图像传感器上；传感器将光学图像转换成数字信号。计算机根据图像信号，识别颗粒的边缘，按照其平面投影面积，进行计算。对于非球形颗粒，实验员可以根据自己的需要，选择不用的等效粒径，比如等效面积圆粒径，等周长圆粒径，等效长径，等效短径等等；比较灵活，另外图象仪还可以测量颗粒的圆度。

### 基于电阻法的粒度分析
通过小孔电阻原理，电阻法颗粒计数器来做粒度分析。

## 其它参考
- 过筛
- 筛分分析
- 激光衍射分析
- 沉降
- 淘洗
- 显微镜计数
- 库尔特计数器
- 动态光散射
- 成像颗粒分析
- 气溶胶质谱
- 遮光 SPOS